# James G. Blaine
James G. Blaine (n. 31 ianuarie 1830 - d. 27 ianuarie 1893) a fost un politician american, Secretar de Stat al Statelor Unite între 1889 și 1892.